# Hintrik Peltoniemi's Begrafenismars

gemeentewapen Kaustinen

Hintrik Peltoniemi's Begrafenismars (Peltoniemen Hintrikin surumarssi) is een volksliedje uit de omgeving van het Finse dorp Kaustinen (Kaustby).
Het liedje is gewijd aan een plaatselijk violist Peltoniemi (1854-1936) en is uiterst somber; het werd in 2006 verkozen tot Fins somberste liedje. Het gaat over de armoe in Finland destijds. Een verbinding met Peltoniemi zelf is eigenlijk niet te maken; hij was een redelijk welvarend man.
Het lied werd in 1969 door Aulis Sallinen gebruikt voor zijn Strijkkwartet nr. 3.